# Louis Geandreau
 (avril 2023).
Si vous disposez d'ouvrages ou d'articles de référence ou si vous connaissez des sites web de qualité traitant du thème abordé ici, merci de compléter l'article en donnant les références utiles à sa vérifiabilité et en les liant à la section « Notes et références ».
Louis Geandreau, né le 2 janvier 1885 à La Roche-Chalais et décédé le 13 janvier 1915 à Crouy, est un poète et dramaturge français.

## Biographie
Louis Joseph Geandreau est le fils de Jean Gustave Geandreau, horloger de 39 ans, et de Marie Monique Pétronille Viollaud, 28 ans. Louis a un frère aîné, déclaré Louis Geandreau, né le 27 août 1882 à La Roche-Chalais, nommé familièrement André. Il fut commis des postes et a trois enfants, Anne-Marie, Louis et Marc. Il est décédé le 7 septembre 1980 à Bordeaux où il repose. Louis vit, avec ses parents, à La Roche-Chalais jusqu’à ses six ans.  Il rejoint Bordeaux à partir de 1890 et vit successivement au Cours Victor Hugo, au Cours Gambetta et Rue Clément, avec ses parents et son frère aîné. 
Il passe régulièrement ses vacances chez sa tante maternelle à Saint Martial Viveyrols, au lieu-dit Le Bournet avec son frère, André. Louis, par ailleurs, possède quelques terres et pré sur Saint Martial Viveyrols, notamment, audit « Le Bournet » (acte notarié signé le 24 mars 1911) et au lieu-dit « Briançon » (acte notarié signé le 8 juin 1908). Il se lie d’amitié avec les métayers de sa famille, les Mazet dont il demandera régulièrement des nouvelles dans ses lettres envoyées du front et à qui il écrira de temps à autre en le surnommant affectueusement « Mercillou ». Dans l’une d’entre elles, il évoque les cloches de La Roche Chalais et de Saint Martial Viveyrols et signale qu’il se bat pour « les cloches » : « […] Cloches de mon baptême, Ô bonnes vieilles cloches, vous m’avez attristé, moi, le gai compagnon, comme si vous m’aviez appelé par mon nom pour m’accabler de vos reproches […]»[réf. nécessaire]. À Bordeaux, il fréquente l’école communale rue Solférino puis l’Institution Lhéritier, cours de l’Argonne où il obtient son baccalauréat en Lettres et Philosophie avec deux langues vivantes déclarées (allemand/espagnol). 
Parallèlement de la préparation du baccalauréat, il écrit deux pièces en vers Au Clair de Lune (où son Pierrot est un frère de celui de Banville) et L’Échéance (dialogue où l’amour du rêve triomphe). 
Il dépose son dossier au concours du surnumérariat des PTT[Quoi ?] le 17 décembre 1902 à 18 ans. Il passe le concours le 19 décembre sous le numéro de postulant n°1349. Parmi les notations, on relève un 19 en Orthographe, un 15 en Ecriture, un 16 en Rédaction et en Arithmétique, un 17 ¹⁄₄ en Géographie et un 16 en Physique/Chimie. Parmi ses rédactions, on peut noter son côté poète dans les feuillets fournis pour la rédaction dont le sujet était « d’écrire à un de ses amis pour lui annoncer son projet d’aller se fixer aux colonies », puisqu’il écrit Le Progrès sera mon complice[réf. nécessaire]. 
Il passe également les épreuves de thème/version en langues allemande et espagnole. Ayant réussi le concours, il est nommé à Étampes, en Seine-et-Oise, actuellement l’Essonne, par arrêté du 16 juillet 1903, à la suite de sa prestation de serment du 29 avril, en tant que surnuméraire. Il est en poste dès le 26 juillet 1903. Il est muté à Bordeaux St Jean par arrêté du 13 octobre 1903, et rejoint son poste le 21 octobre. Il est à signaler que sa demande de mutation a été faite et appuyée par le cabinet du sous-secrétaire d’État des PTT à la suite de son installation à Étampes, par note interne en date du 22 septembre 1903. En 1906, il est appelé pour effectuer son service militaire au sein du 57e Régiment d’Infanterie dans une compagnie détachée à Royan. Il intègre le corps d’élève Officier à Montauban (où il rencontre Henri Moreau qu’il introduira au sein de la revue La Lecture Française et qui épousera sa veuve en 1919), puis est nommé sous-lieutenant au 34e Régiment d’Infanterie à Mont-de-Marsan[réf. nécessaire].  Lors de ses classes, il entre en relation épistolaire avec Léon Guillot de Saix, de laquelle naîtra, notamment, la pièce Jean de La Fontaine, ou, le Distrait volontaire.
À sa sortie du service militaire, il est nommé commis ambulant sédentaire sur la ligne des Pyrénées par arrêté du 21 septembre 1908, en poste au 1er octobre 1908. Il sera payé jusqu’au 15 juillet 1914, puis prolongé dans sa solde jusqu’au 1er décembre 1914. Son travail consiste, trois fois par semaine, dans un wagon postal entre Bordeaux et Irun, à trier les lettres, vider et remplir les sacs. Sa notation au fil des années de services des PTT établit un portrait rigoureux ; Il est défini comme un « agent très sérieux, avec de très bons résultats, intelligent, instruit, très dévoué, réactif. »
De retour à Bordeaux, il collabore à des revues telles que Le Monde du Théâtre, Le Mondain, Burdigala, La Vie Bordelaise, La Plume, La Lecture Française (dont il devient le rédacteur-en-chef à partir de 1911 jusqu’à la fin de la revue en 1914) ou crée des cercles littéraires. Il publie, notamment dans la Lecture Française, divers textes sous son nom propre (poèmes, éditorial, etc.) ou sous les noms de « Virgule » pour les causeries et « Maxime de Bournat » notamment pour les souvenirs de régiment intitulé Le Képi sur l’oreille. À son retour du service militaire, il est nommé ambulant sur la ligne des Pyrénées. En 1909, il écrit la pièce Le Marquis de Carabas qui est jouée par la troupe de Victor Bachelet, à Bordeaux. Parmi la troupe, Anna Jouin, sa future épouse, interprète le rôle d’Oriane. Cette pièce sera reprise par la radio des années plus tard, et sera éditée en 1912, avec une préface de Camille La Senne.  
Il se marie le 10 juin 1911 à Bordeaux avec Anna Jeanne Jouin. Née à Paris, dans le 11e arrondissement, Anna est la fille d’Emile Adrien Achille Jouin et Emelie Louise Chemin, mariés le 20 juillet 1895. Veuve le 13 janvier 1915, elle se remarie le 25 novembre 1919 à Talence (Gironde) avec Louis Henri Moreau avec qui elle aura, notamment un fils, François Gabriel, né le 21 mars 1922. Elle est décédée le 14 novembre 1972 à Talence. Il fonde alors le théâtre de l’Astrée avec Carlos Larronde qui joue notamment la pièce « La Belle au Cœur Dormant » co-écrite avec Léon Guillot de Saix. Cette pièce est un remaniement de « L’éveil ». Il devient le Président de la Société des poètes de Bordeaux et du Sud-ouest et participe à des conférences sur les auteurs admirés, notamment un certain Edmond Rostand. Il est à signaler que dans les nombreux articles lui étant consacrés, son nom peut être orthographié « Gendreau ». Détaché en service à Pau en 1914, il rejoint, lors de la mobilisation en août 1914, le dépôt du 34e Régiment d’Infanterie à Mont-de-Marsan qui part vers l’Aisne. Attaché au 34e R.I jusque fin septembre, il rejoint le 44e R.I, 7e compagnie de Villaret, 14e Division d’Infanterie Faes,  27e Brigade d’Infanterie, au sein du 2e bataillon, le 29 septembre 1914.
Il est tué à l’ennemi lors de la bataille de Crouy le 13 janvier 1915. Enseveli sur place par ses hommes, son corps n’a jamais été retrouvé.

## Œuvres

### Poèmes
- Le Ciel dans l’eau, 1917, Fasquelle Ed.

### Prose
- Le Képi sur l’Oreille (paru dans la revue La Lecture Française)

A fondé Le Cadenas journal militaire. 

### Chronique
- Miettes

### Théâtre
- Au Clair de la lune,
- L’échéance,
- Professeur,
- L’Eveil,
- Matamore,
- La Nuit de février,
- Muse et Musette,
- Sons de cloches,
- Petites manœuvres,
- Le Marquis de Carabas.

À citer aussi les écrits de ses débuts : 
- Une moyenne proportionnelle, La Pelle et l’Epée, La Naissance de Minerve, Vm417 (poste restante).

En collaboration avec Guillot de Saix : 
- La Belle au cœur dormant,
- Narcisse,
- Jean de La Fontaine, ou, le Distrait volontaire (Clymène),
- Galthier l’Oyseau.

### Prix
- 1916 : Prix poésie Jules Davaine – mention honorable.
- 1918 : Prix de poésie Archon – Desperouse de l’Académie Française pour Le Ciel dans l’eau à titre posthume (4 lauréats).
- 1924 : Prix Toirac pour Jean de La Fontaine, ou, le Distrait volontaire.
- 1962 : Prix Capuran pour Narcisse, partagé avec Guillot de Saix.